# 21. новембар
21. новембар (21.11.) је 325. дан године по грегоријанском календару (326. у преступној години). До краја године има још 40 дана.

## Догађаји
- 1386 — Тамерлан је заузео и опљачкао грузијску престоницу Тбилиси, одвевши краља Баграта V у заробљеништво.
- 1783 — Французи Франсоа Пилатр де Розије и Франсоа Лоран извели први успешан лет балоном напуњеним топлим ваздухом, за 25 минута прелетевши раздаљину од 8 km изнад Париза.
- 1806 — У намери да економски сломи противника, Наполеон Бонапарта објавио Берлински декрет о блокади Велике Британије, уз забрану пристајања британских бродова у све европске луке.
- 1877 — Томас Едисон објавио изум фонограф.
- 1916 — Путнички и брод болница ХМХС Британик потонуо је за 55 минута код острва Кеа у Грчкој, након наиласка на мину или након торпедовања. Од 1065 путника на броду 30 је погинуло, а 1035 се спасило.
- 1937 — Основана Музичка академија у Београду. 1973. добила статус факултета.
- 1938 — Немачка окупирала Судетску област у Чехословачкој и прикључила немачком Рајху.
- 1963 — Римокатолички Други ватикански сабор је одобрио употребу локалних језика у црквеним обредима уместо латинског.
- 1974 — У експлозијама које су у два паба у енглеском граду Бирмингему подметнули припадници Ирске републиканске армије погинула 21 особа, 162 повређене.
- 1977 — У југоисточној Индији циклон усмртио око 3.000 људи, огромни таласи збрисали читава села.
- 1994 — Авијација НАТО-а с 36 бомбардера из база у Италији извршила напад на аеродром Удбине. Напад уследио након писмо председника Хрватске Фрање Туђмана упућено Уједињеним нацијама у ком оптужује крајишке Србе да са тог аеродрома нападају Босну и Херцеговину. Највећа ваздушна операција НАТО-а од оснивања, 1949.
- 1995 —

- Аргентина Италији изручила нацистичког официра Ериха Прибкеа, одговорног за масакр 335 цивила у Другом светском рату.
- После тронедељних преговора, у војној бази Рајт-Петерсон у граду Дејтону, у САД, председници Хрватске, Босне и Херцеговине и Србије Фрањо Туђман, Алија Изетбеговић и Слободан Милошевић парафирали мировни споразум којим је окончан рат у БиХ.

- 2000 — Нападом на полицијску станицу у селу Кончуљ, а у ком су погинула четири припадника српских снага безбедности, обновљени сукоби наоружаних Албанаца и српских снага у Копненој зони безбедности на југу Србије.
- 2002 — Међународни тужилац на Косову и Метохији Антони Рич подигао оптужницу против некадашњег команданта ОВК Рустема Мустафе и три бивша припадника ОВК за ратне злочине на Косову од августа 1998. до средине јуна 1999.
- 2004 — У Украјини одржан други круг председничких избора, после којих су, због изборне крађе, на улицама Кијева избили протести више хиљада присталица кандидата опозиције Виктора Јушченка. Вишедневна криза у земљи окончана 3. децембра, када је Уставни суд донео одлуку о поништењу другог изборног круга новим изборима 26. децембра. На тим изборима Јушченко изабран за председника.
- 2011 — Изашао је први албум групе Ван дирекшон, под називом Up All Night.
- 2013 — У Украјини су почели масовни протести након што је председник Виктор Јанукович суспендовао потписивање споразума о асоцијацији Украјине и Европске уније.

## Рођења
- 1694 — Волтер, француски филозоф, писац и историчар. (прем. 1778)
- 1852 — Франсиско Тарега, шпански композитор и гитариста. (прем. 1909)
- 1854 — Папа Бенедикт XV. (прем. 1922)
- 1870 — Александар Беркман, литванско-амерички писац и анархиста. (прем. 1936)
- 1898 — Рене Магрит, белгијски сликар. (прем. 1967)[1]
- 1911 — Александар Ивановић, црногорски песник. (прем. 1965)[2]
- 1924 — Милка Планинц, учесница Народноослободилачке борбе, друштвено-политичка радница СФРЈ и СР Хрватске, председница Савезног извршног већа (1982—1986). (прем. 2010)
- 1933 — Михајло Костић Пљака, српски глумац. (прем. 2001)
- 1937 — Марија Чудина, југословенска песникиња. (прем. 1986)[3]
- 1939 — Ефросинија Ристић, српска игуманија. (прем. 2024)
- 1939 — Алекса Буха, српски филозоф, дипломата, политичар, академик, доктор филозофије, преводилац значајних филозофских дела и сенатор.[4]
- 1940 — Наталија Макарова, руска балерина и кореографкиња.
- 1945 — Голди Хон, америчка глумица, продуценткиња и певачица.
- 1953 — Влада Вељковић, српски хемијски и биохемијски инжењер, академик и дописни члан Српске академије наука и уметности.[5]
- 1954 — Јонас Казлаускас, литвански кошаркаш и кошаркашки тренер.
- 1963 — Николет Шеридан, енглеско-америчка глумица, продуценткиња и модел.
- 1965 — Бјерк, исландска музичарка, музичка продуценткиња и глумица.
- 1965 — Александер Сидиг, енглески глумац.
- 1967 — Драгоје Лековић, српско-црногорски фудбалер.
- 1970 — Ренато Врбичић, хрватски ватерполиста и ватерполо тренер. (прем. 2018)
- 1971 — Срна Ланго, српска глумица.
- 1976 — Даша, чешка порнографска глумица.
- 1977 — Мајкл Батист, амерички кошаркаш и кошаркашки тренер.
- 1979 — Винченцо Јаквинта, италијански фудбалер.
- 1981 — Милош Королија, српски ватерполиста.
- 1984 — Џена Малон, америчка глумица, музичарка и фотографкиња.
- 1985 — Хесус Навас, шпански фудбалер.
- 1985 — Карли Реј Џепсен, канадска музичарка и глумица.
- 1989 — Фабијан Делф, енглески фудбалер.
- 1989 — Крис Синглтон, амерички кошаркаш.

## Смрти
- 1811 — Хајнрих фон Клајст, немачки књижевник. (рођ. 1777)
- 1844 — Иван Крилов, руски баснописац и комедиограф. (рођ. 1769)
- 1916 — Франц Јозеф, аустријски цар од 1848, а од 1867. цар и краљ Аустроугарске. (рођ. 1830)
- 1924 — Флоренс Хардинг, прва дама САД, супруга председника Ворена Хардинга (рођ. 1860)
- 1970 — Чандрасекара Раман, индијски физичар (рођ. 1888)
- 1981 — Милан Кашанин, српски писац и историчар уметности и књижевности (рођ. 1895)[6]
- 1985 — Кристиан Крековић, југословенски сликар. (рођ. 1901)
- 1996 — Абдус Салам, пакистански физичар, добитник Нобелове награде за физику. (рођ. 1926)
- 2002 — Никола Пантић, српски геолог (рођ. 1927)
- 2006 — Ксенија Зечевић, српска пијанисткиња, позната по компоновању филмске и драмске музике. (рођ. 1956)
- 2009 — Косара Бокшан, сликарка. (рођ. 1925)

## Празници и дани сећања
- На овај дан православни верници обележавају Аранђеловдан, сабор свих сила бестелесних, а православни Срби и Црногорци славе једну од најчешћих крсних слава.

Српска православна црква данас слави
- Сабор светог Архангела Михаила и осталих бестелесних сила
- Света преподобна Марта псковска